# Konstal N

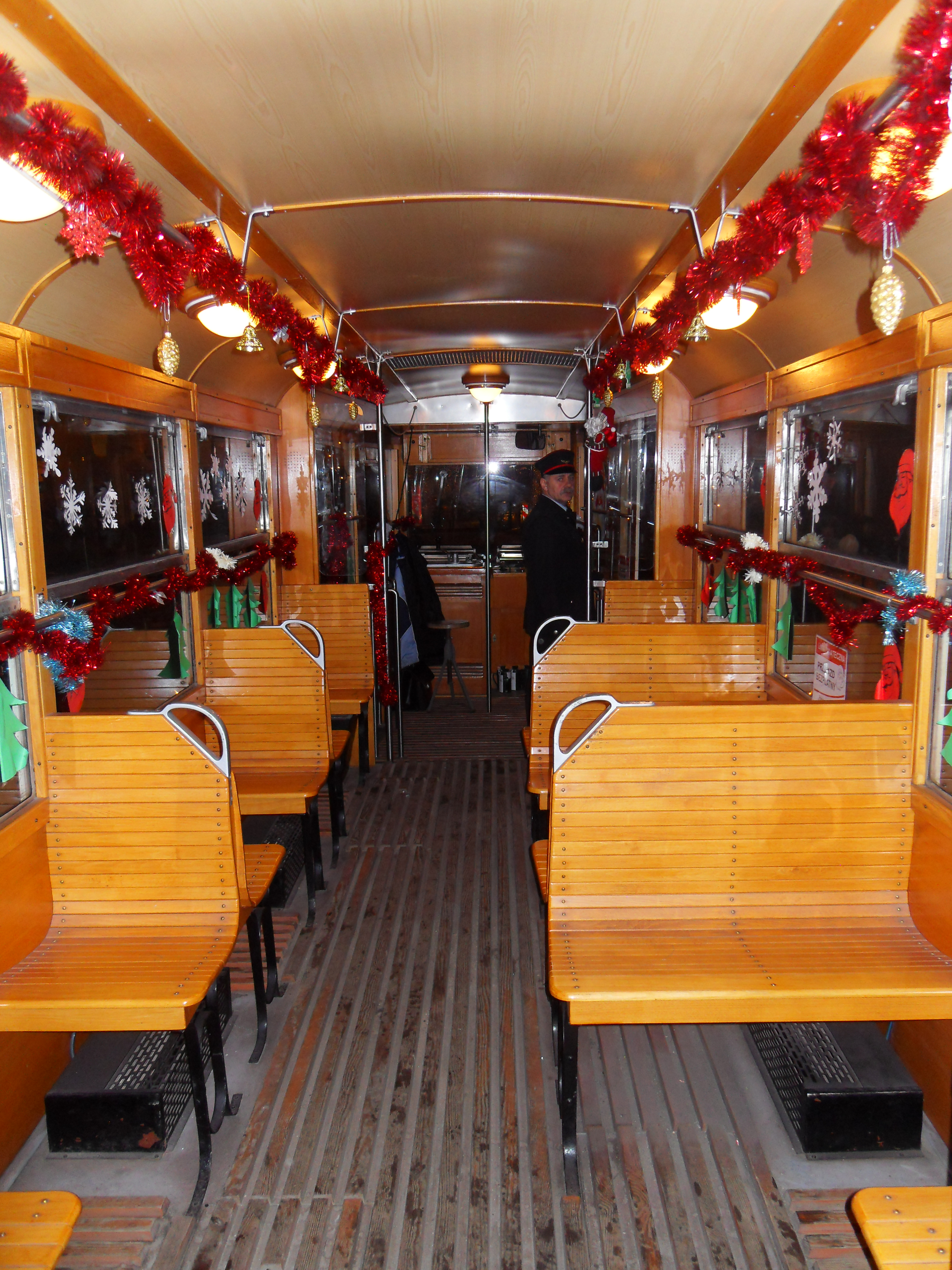
Wnętrze wagonu N

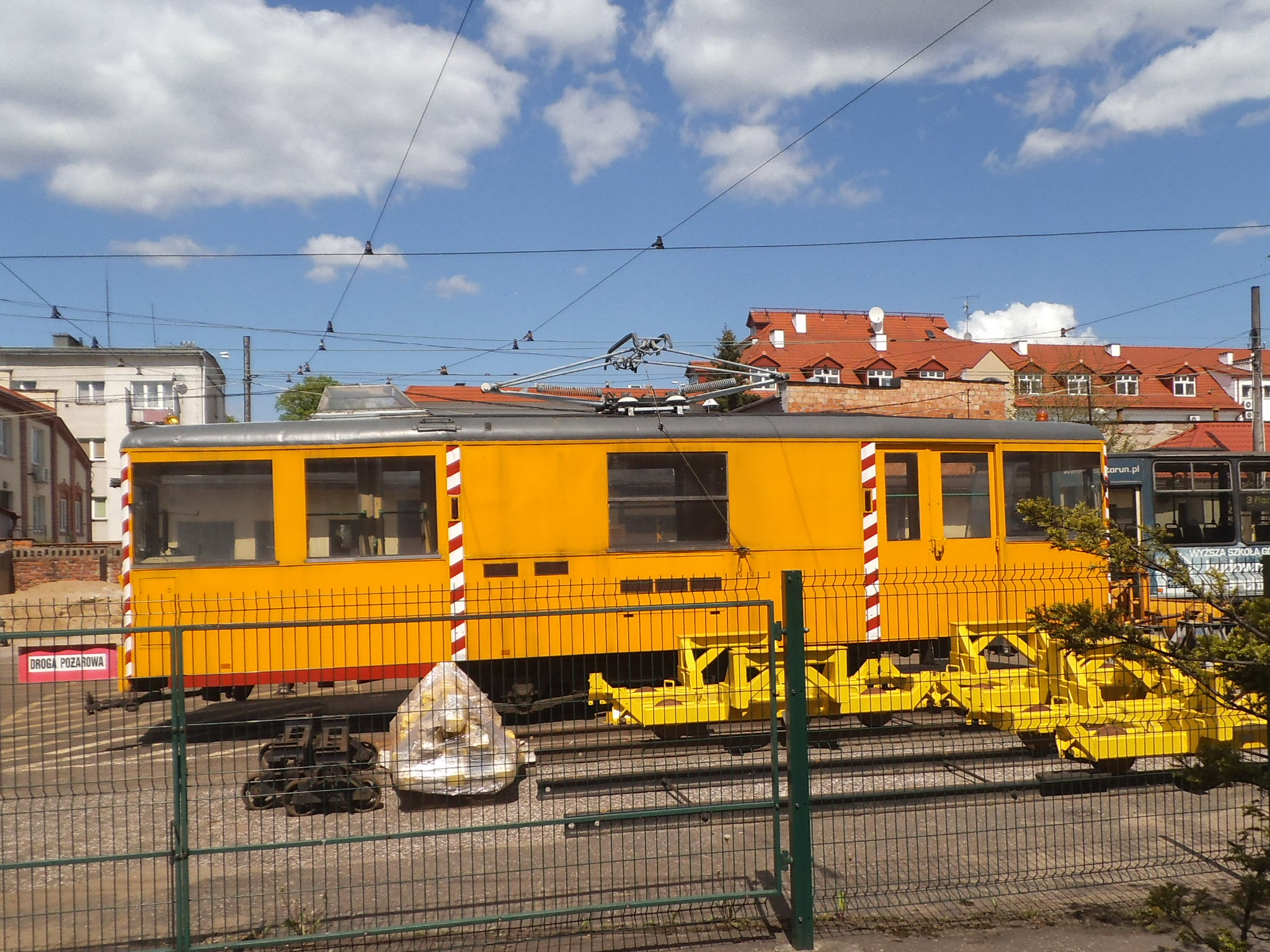
Toruński tramwaj typu N przebudowany na wagon techniczny (pług lemieszowy)

Konstal N – typ tramwaju wytwarzanego w latach 1948–1956 przez zakłady Konstal w Chorzowie, Stocznię Gdańską nr 3 i Sanocką Fabrykę Wagonów „Sanowag”. Wersja wąskotorowa 2N produkowana była w latach 1950–1956. Wersje doczepne (wagony bez silnika) oznaczane są ND lub 2ND. N to pierwszy tramwaj wyprodukowany w Polsce po II wojnie światowej.

## Konstrukcja
N to dwukierunkowy, dwustronny, jednoczłonowy wagon silnikowy, wyposażony w czworo jednoczęściowych, odsuwanych drzwi.
W powojennej Polsce wiele miast borykało się ze znacznymi brakami taborowymi i w związku z tym niezbędne było opracowanie tramwaju o prostej konstrukcji i łatwym montażu. Postanowiono więc skopiować konstrukcję niemieckiego wagonu Kriegsstraßenbahnwagen (KSW), opracowanego na potrzeby wojenne. Ze względu na brak silników trakcyjnych pierwsze z taśm montażowych zjechały wagony doczepne ND przeznaczone dla Górnego Śląska.
Kolejną wersją był tramwaj 4N.

## Sterowanie
Wagon posiada sterowanie wyłącznie ręczne za pomocą nastawnika. W nastawniku znajduje się obracany korbą motorniczego wał kułakowy, który zwierając poszczególne oporniki rozruchowe reguluje prąd rozruchu i tym samym przyśpieszenie wagonu.
Nastawnik posiada 23 pozycje rozruchowe jazdy. Pozycje 1-13 są pozycjami oporowymi przy szeregowym połączeniu silników, pozycje 15-22 są pozycjami oporowymi przy połączeniu równoległym silników. Pozycje 14 i 23 są pozycjami bezoporowymi- kolejno z szeregowym i równoległym połączeniu silników trakcyjnych. Jazda na nich może trwać dowolnie długo. Przy poz. 13 maksymalna prędkość wagonu to 35 km/h, przy poz. 23 – 55 km/h. Silniki trakcyjne LT-31 o mocy 60 kW każdy.
Wagon posiada 16 pozycji hamowania elektrodynamicznego. Podczas hamowania elektrodynamicznego (służbowego) z silnikami trakcyjnymi łączy się oporniki rozruchowe, w których na ciepło zostaje zamieniona SEM powstająca na zaciskach silników trakcyjnych.
Tempo przestawienia korby nastawnika na następne pozycje jest związane z szybkością przyśpieszania/hamowania wagonu. Ponieważ przy niskich prędkościach jazdy hamulec elektrodynamiczny jest mało skuteczny- do hamowania wagonu używa się hamulca ręcznego (klockowego). Hamulec ten zapewnia też utrzymanie wagonu na postoju w miejscu spadku.
W wagonie doczepnym układ hamulcowy uruchamiany jest za pomocą elektromagnesu, przez który przepływa prąd wytwarzany w silnikach trakcyjnych wagonu silnikowego. Elektromagnes przyciąga zworę połączoną z główną dźwignią układu hamulcowego. Dźwignia ta jest połączona z układem klocków, które dociskane do kół powodują hamowanie.
Wagony typu N nie były fabrycznie wyposażane w hamulec szynowy. Wiele egzemplarzy wagonów N miało ten hamulec zainstalowany dla skrócenia drogi hamowania awaryjnego. Był on włączany na ostatnich pozycjach hamowania nastawnika, jak i odrębnym wyłącznikiem. Hamulce montowano parami zawsze między osiami wozu.

### Wersje
Normalnotorowa wersja N produkowana była w trzech odmianach różniących się układem hamulcowym oraz szczegółami budowy. Tramwaje wytwarzane były w Chorzowskiej Wytwórni Konstrukcji Stalowych „KONSTAL”, ale wiele elementów powstawało w innych zakładach, m.in. w Fabryce Rohn-Zieliński w Żychlinie produkowano silniki trakcyjne, w Państwowej Fabryce Aparatów Elektrycznych w Łodzi wytwarzano nastawniki, automaty, solenoidy i opory rozruchowe, a w pewnym okresie produkcję silników prowadziły wrocławskie zakłady Dolmel.
Tramwajów silnikowych N wyprodukowano łącznie 516 sztuk. Wersja N1, produkowana w zakładach Konstal w latach 1949–1950, była w zasadzie kopią wagonu KSW (dokonano m.in. uproszczenia układu elektrycznego), choć również zawierała elementy rozwojowe – jak niewielkie uchylne okna. W wersjach N2 (produkowana w Konstalu w latach 1950–1952 i w Stoczni Gdańskiej w latach 1950–1951) i N3 (Konstal 1952-1956) systematycznie stosowano rozmaite ulepszenia, między innymi układu hamulcowego, wprowadzenie otwieranych okien i zwiększano udział krajowych podzespołów.
Produkcję normalnotorowych wagonów doczepnych ND1 prowadzono w Konstalu w latach 1948–1950 i w Sanoku w latach 1949–1951. Wersja ND2 produkowana była w Konstalu w latach 1950–1953 i w Sanoku w latach 1951–1952. Odmiana ND3 produkowana była już wyłącznie przez zakłady Konstal w latach 1953–1956. Ogółem taśmy produkcyjne opuściło około 642 wagonów doczepnych ND.
Wersja wąskotorowa wagonu silnikowego 2N1 produkowana była w Stoczni Gdańskiej w latach 1950–1951 w liczbie 50 sztuk. Kolejną wersję 2N2 budowały już zakłady Konstal i w latach 1952–1956 wyprodukowały 148 sztuk tych wagonów. Wersja doczepna 2ND została wyprodukowana w roku 1955 w liczbie 15 sztuk.
Większość użytkowników (jak np. na Górnym Śląsku) nie stosowała powszechnie wyróżników liczbowych, w dokumentacji oznaczając wagony jako jednakowy typ N.

## Eksploatacja
Tramwaje normalnotorowe typu N eksploatowane były przez większość polskich miast posiadających wówczas komunikację tramwajową: Gdańsk, Gorzów Wlkp., Sopot, GOP, Kraków, Poznań, Szczecin, Warszawa, Wrocław, zaś wersje wąskotorowe używane były m.in. w Bielsku-Białej, Bydgoszczy, Grudziądzu, Elblągu, Inowrocławiu, Jeleniej Górze, Legnicy, Łodzi i sąsiadujących miejscowościach, Olsztynie, Słupsku, Toruniu i Wałbrzychu. Przez cały okres eksploatacji poddawane one były różnym ulepszeniom i modernizacjom, m.in. montaż w hamulców szynowych czy automatycznie zamykanych drzwi.
Do 2020 roku 2 egzemplarze eksploatowane były liniowo w Bytomiu, gdzie obsługiwały jednotorowy odcinek linii 38 bez pętli końcowej na ulicy Piekarskiej. Są to wagony 954 z 1949 i 1118 z 1951 roku.
W pozostałych miastach wagony N używane są w charakterze wozów technicznych, a część miast podjęła się remontów tych wagonów i obecnie zasilają one zbiory taboru historycznego (w tym jedyny w pełni oryginalny wagon ND numer 538 w Krakowie).
Tramwaje typu N są najdłużej eksploatowanymi tramwajami w Polsce po II wojnie światowej.

## Galeria

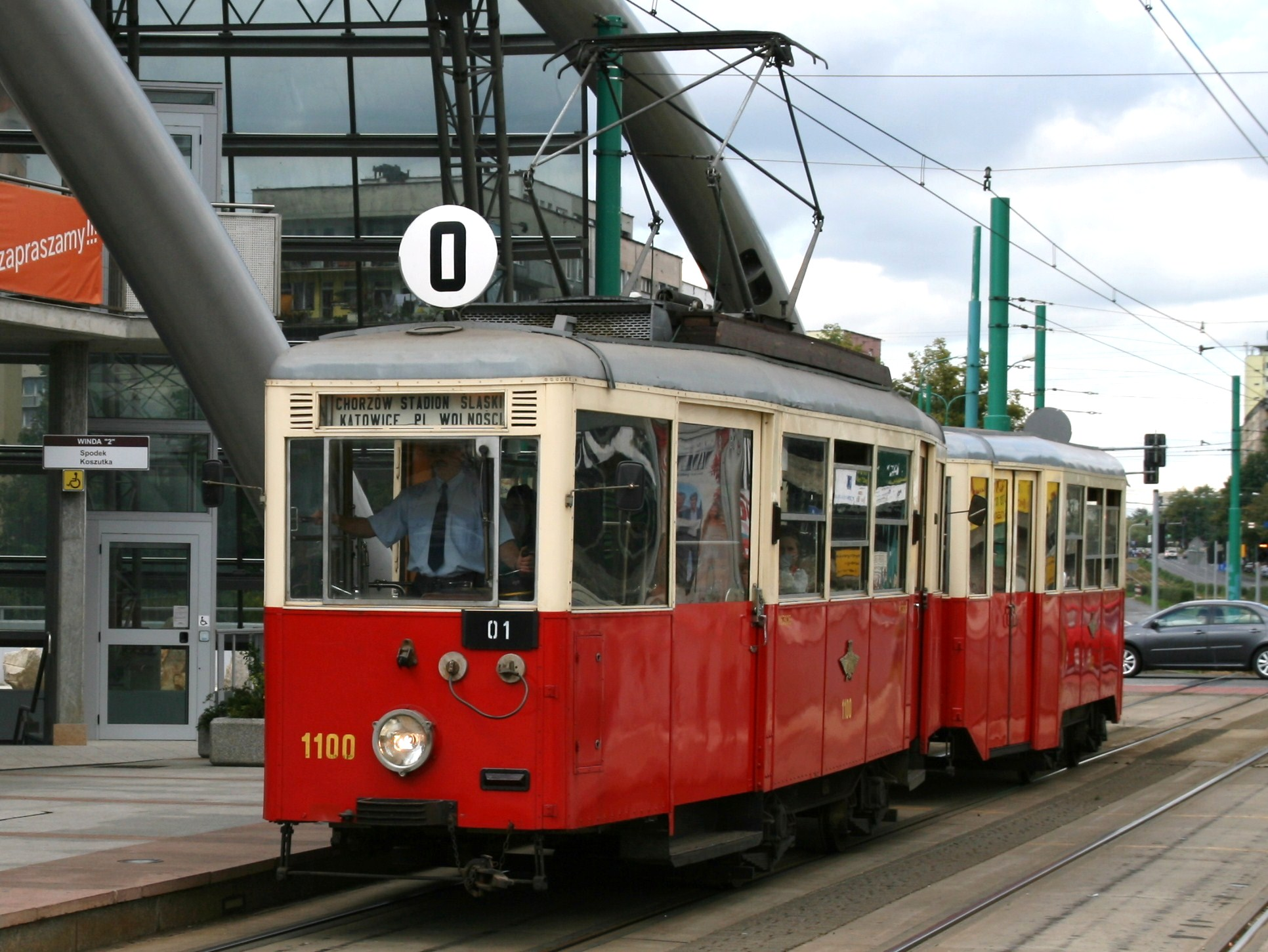
Skład N+4ND1, Katowice
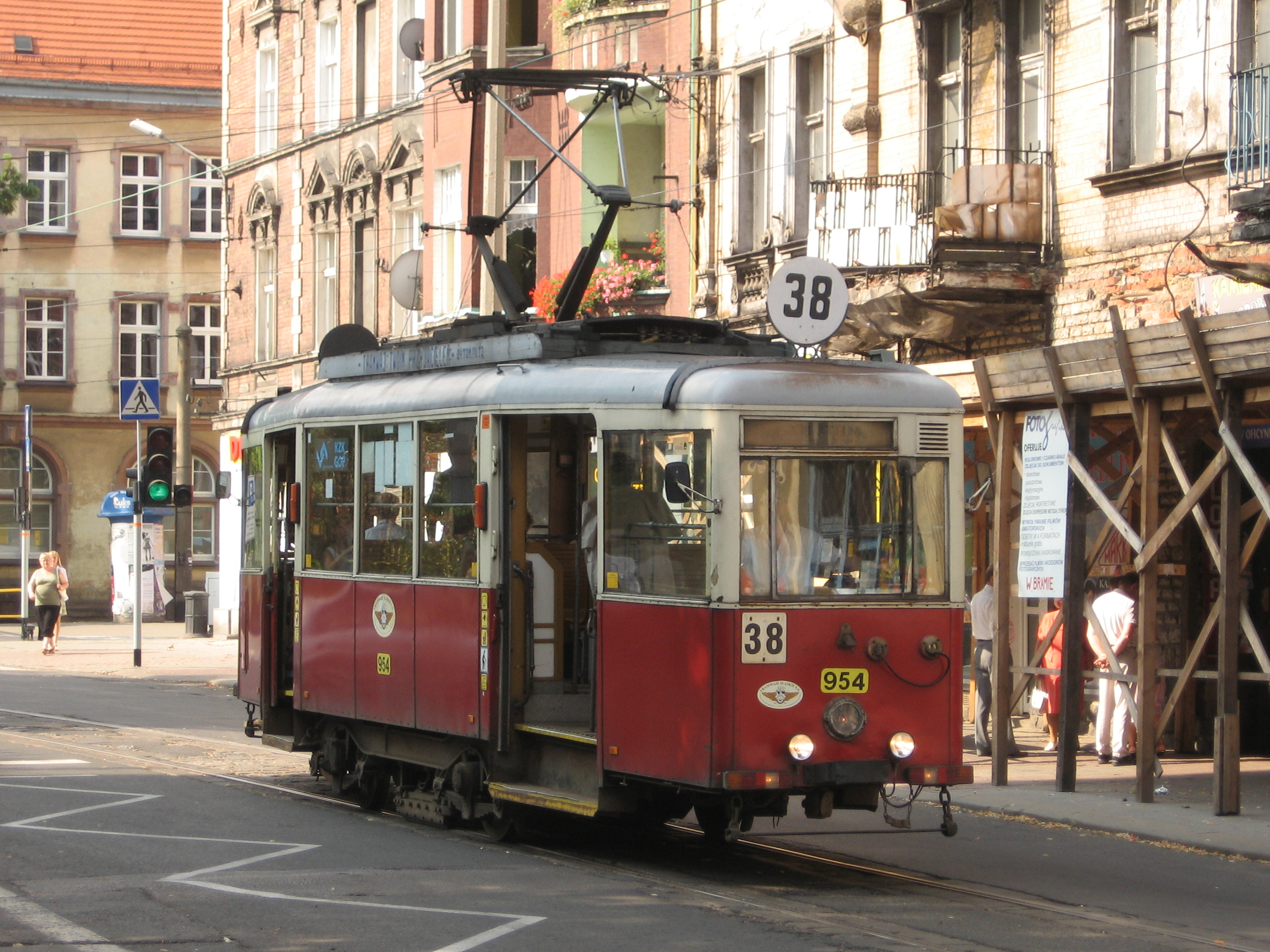
Wagon nr 954 z 1949, kursujący liniowo do 2020 w Bytomiu na linii nr 38, 2006
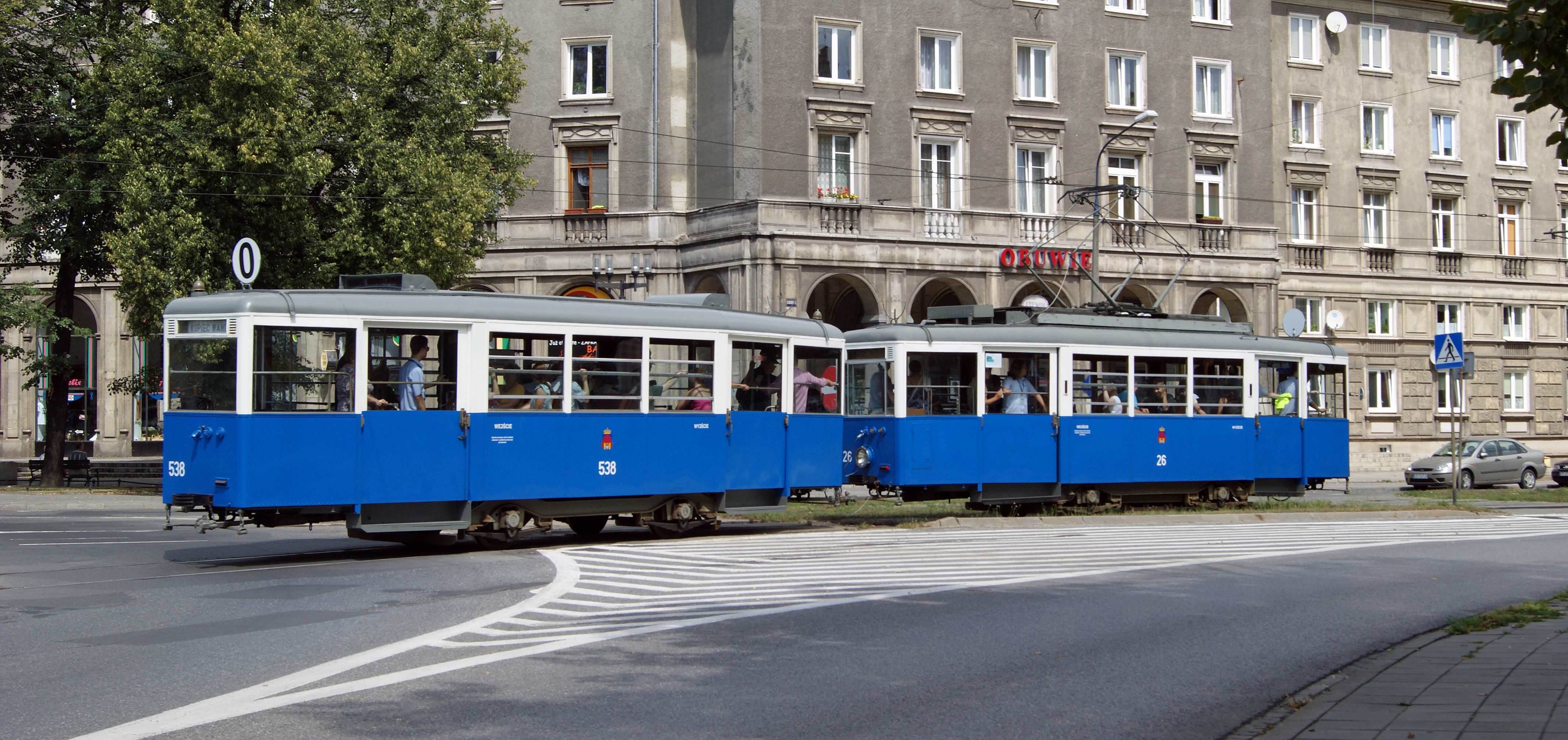
Skład N+ND, Kraków
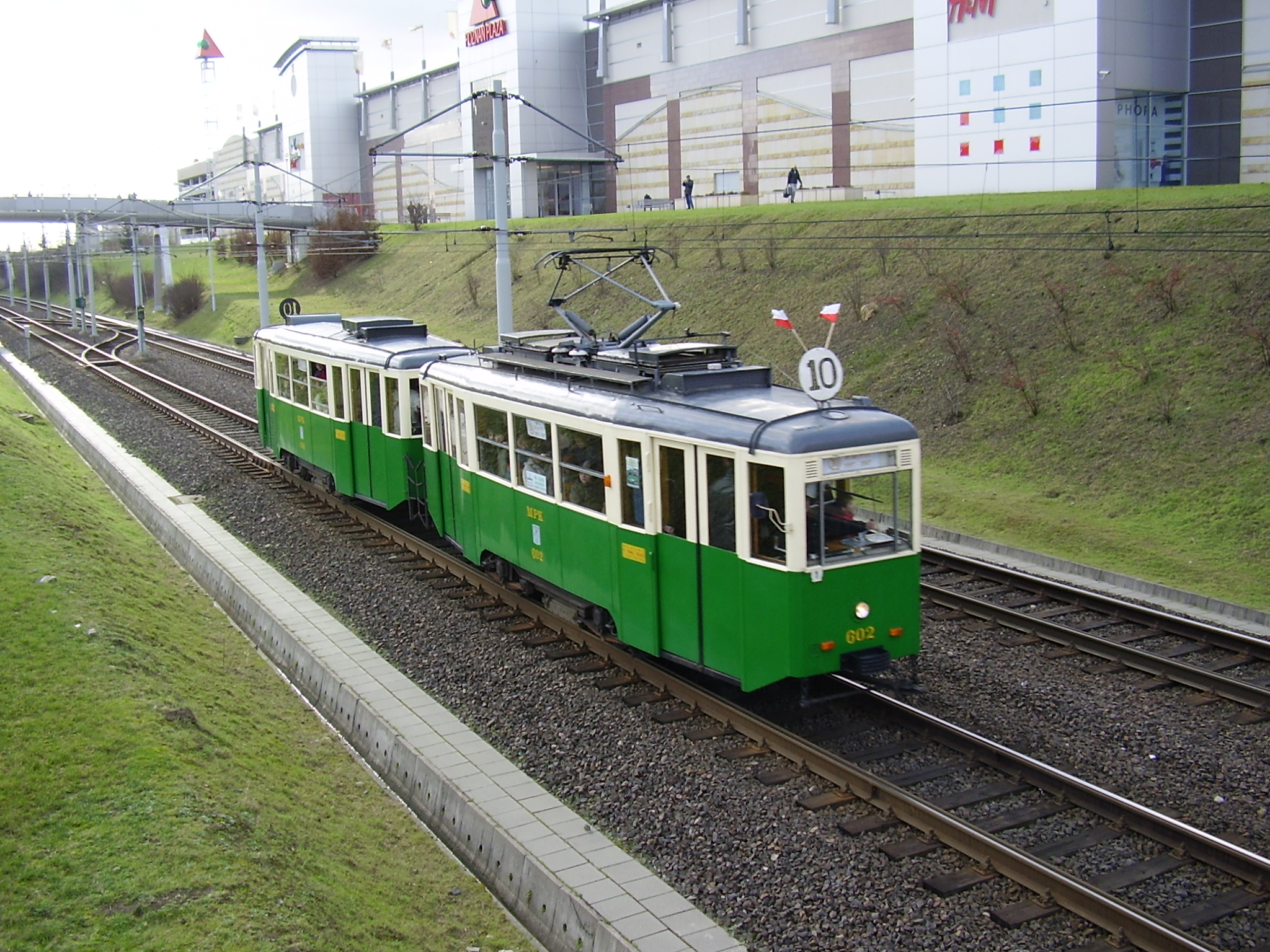
Wagony N i ND przebudowane na wzór wagonów 4N i 4ND, Poznań
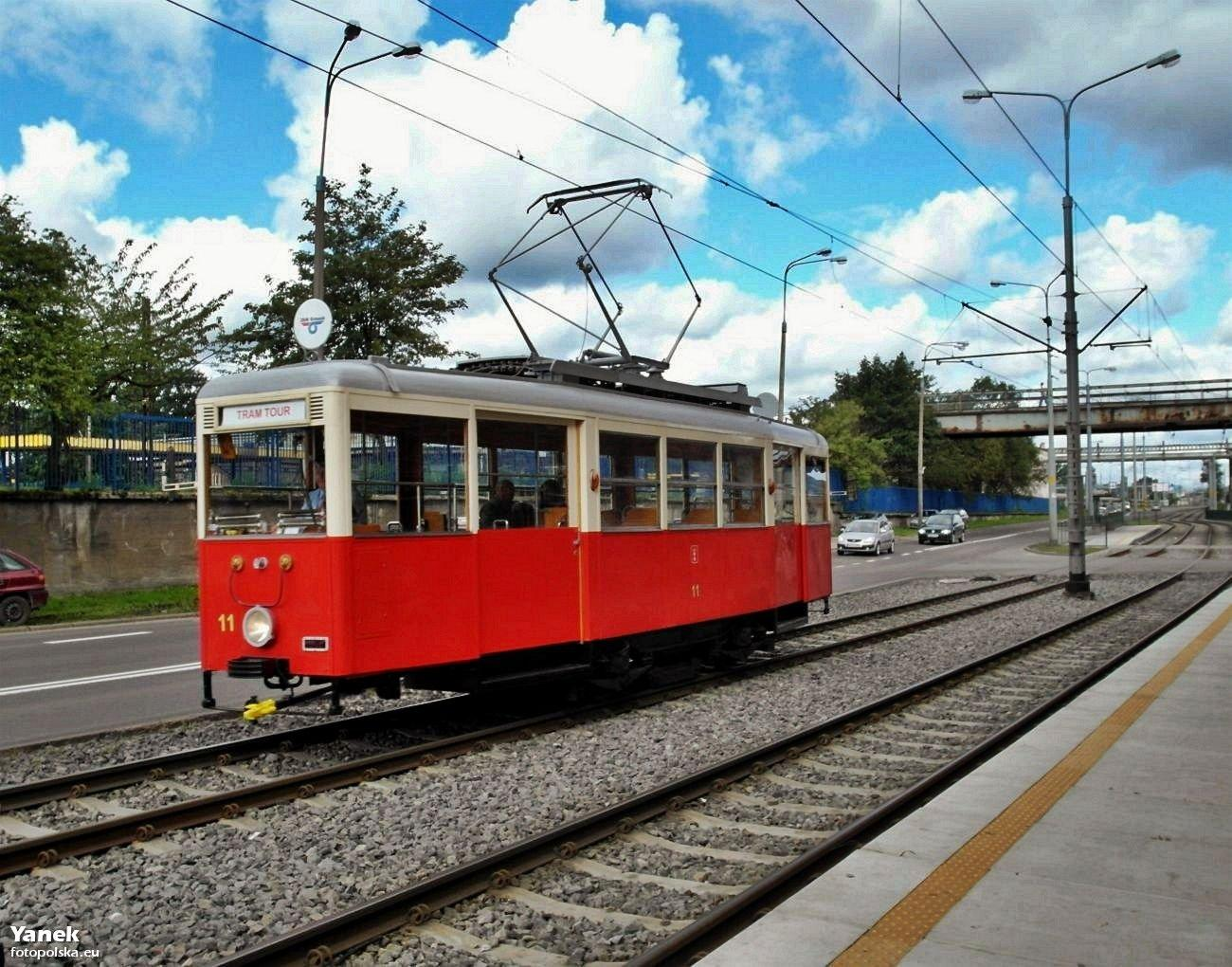
Gdańsk
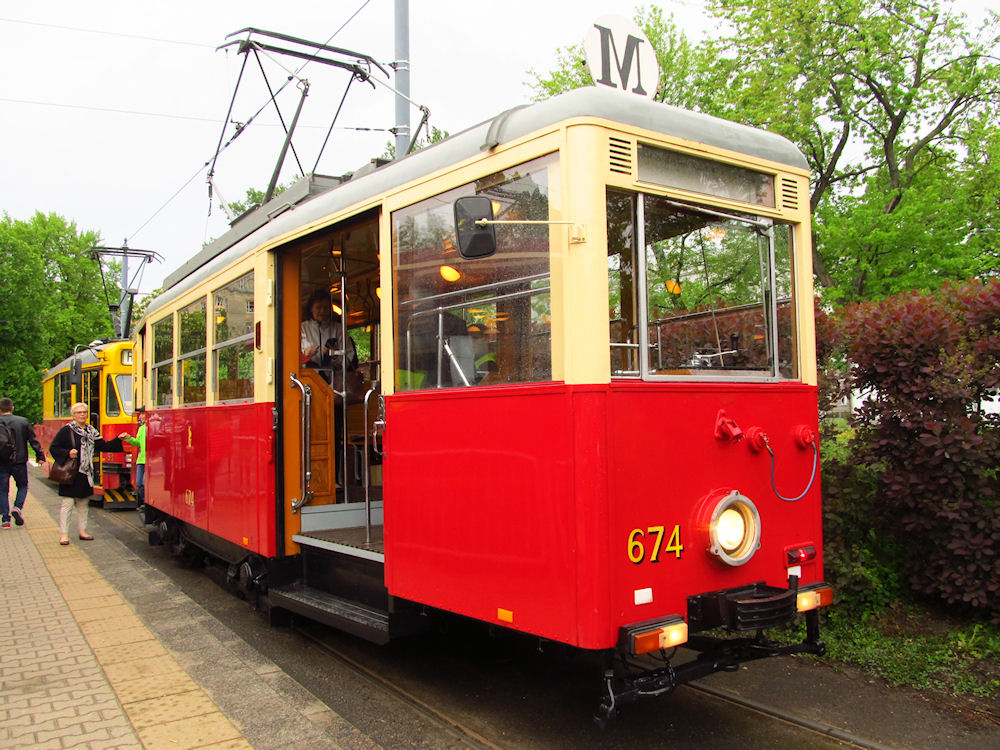
Warszawa
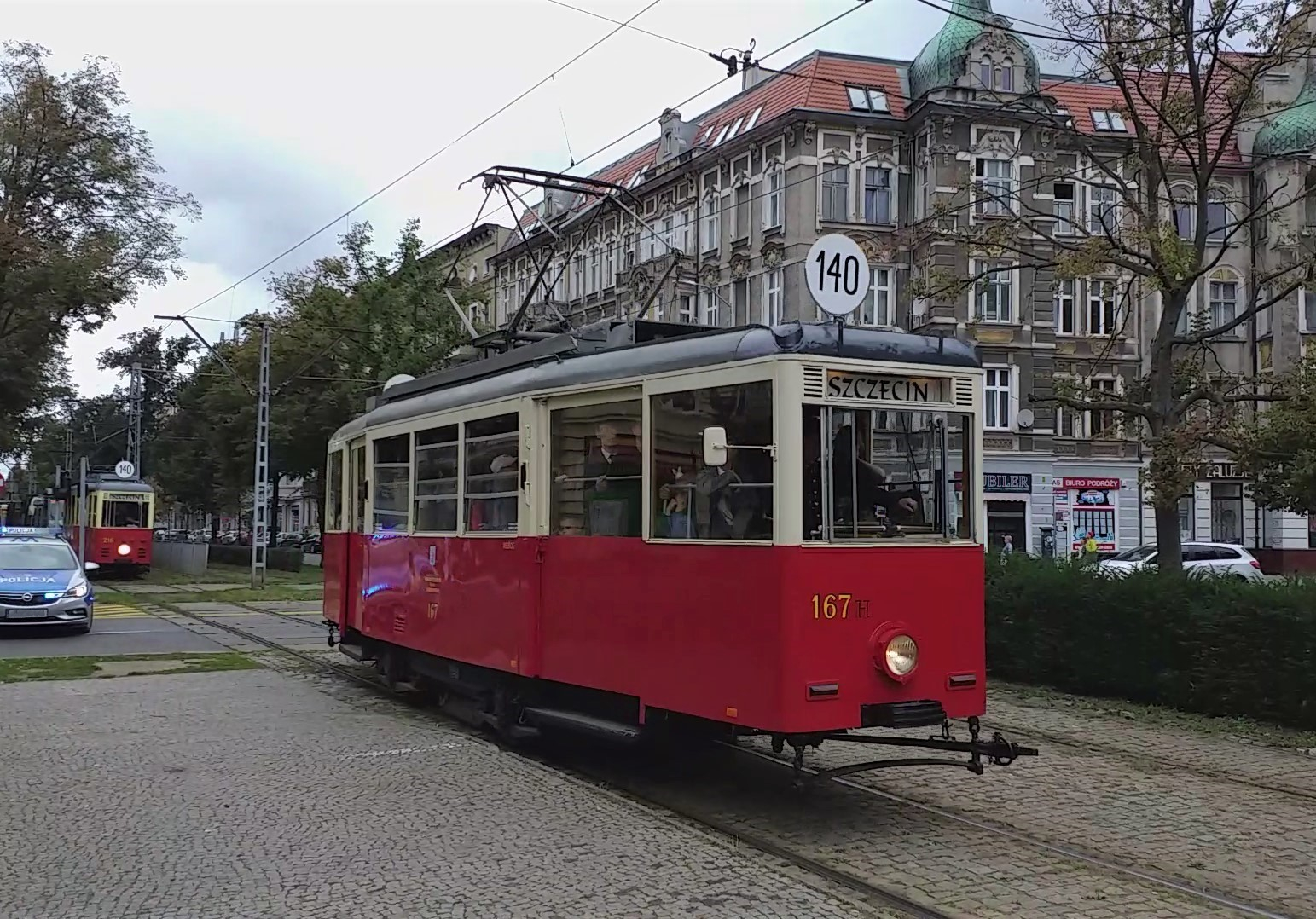
Szczecin
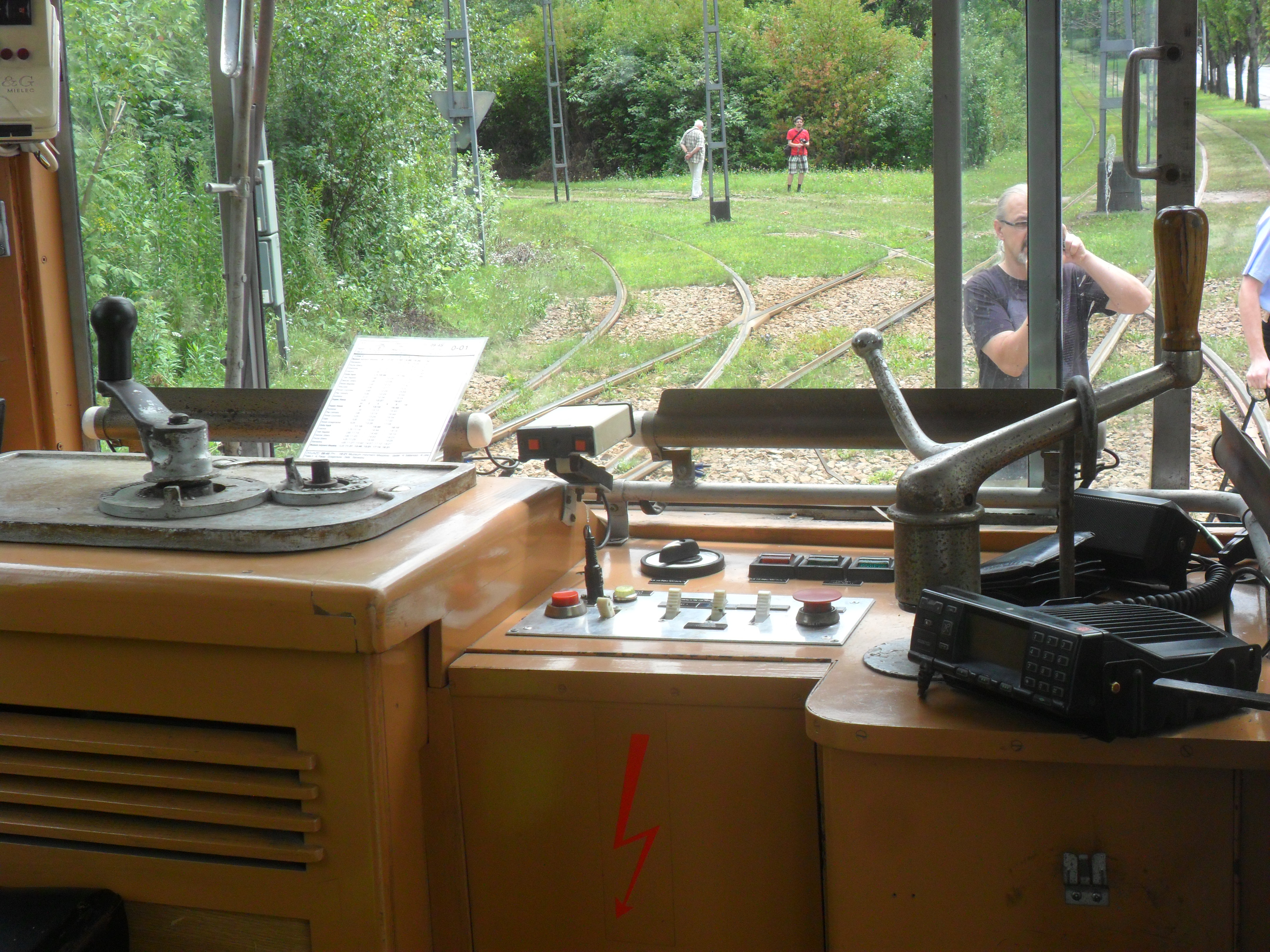
Pulpit motorniczego
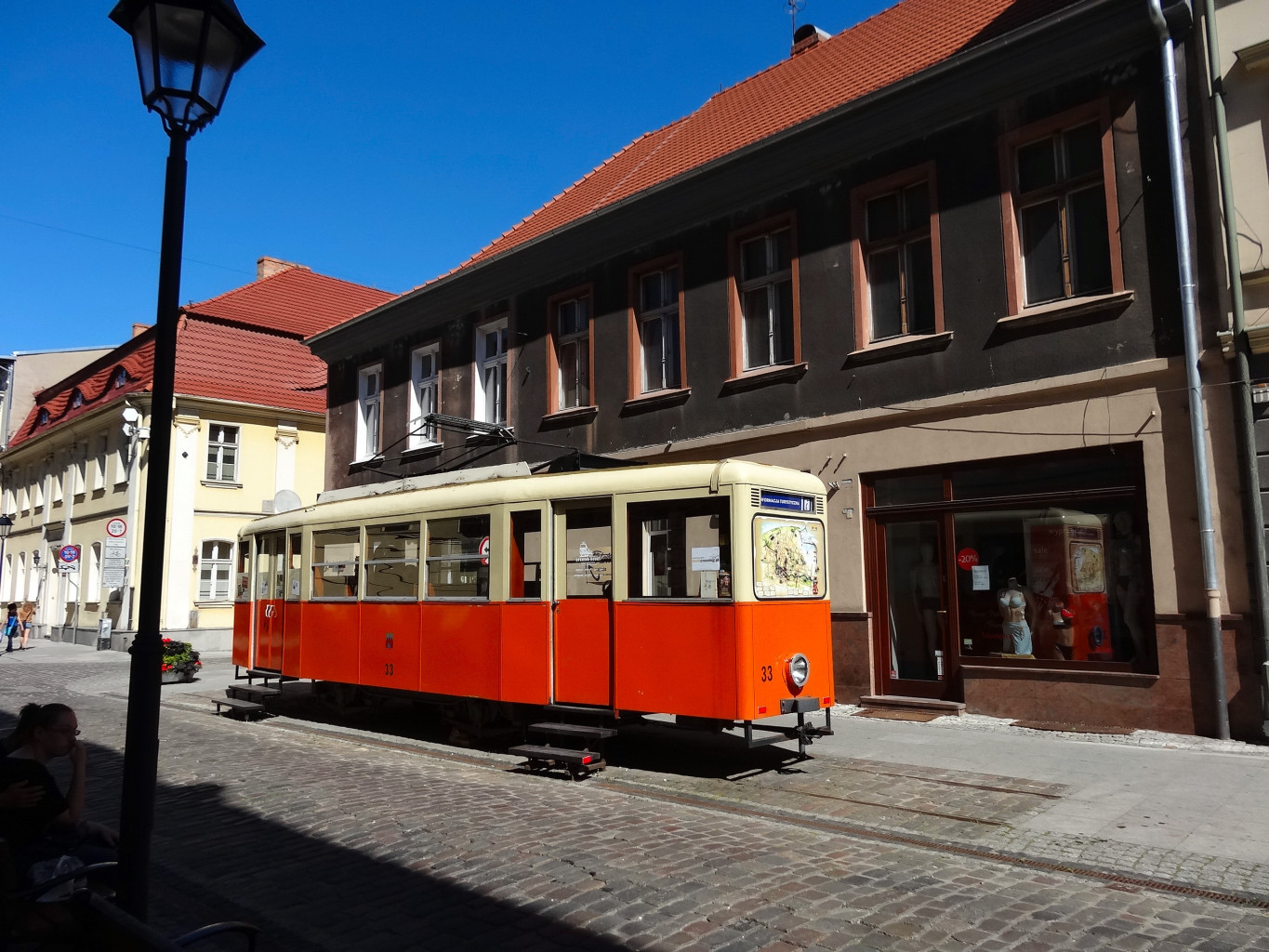
Wagon 2N, w którym mieści się Sezonowe Biuro Informacji Turystycznej, Bydgoszcz